# Swainsons mus
Swainsons mus (Passer swainsonii) is een zangvogel uit de familie van mussen (Passeridae). De soort is vernoemd naar de Britse ornitholoog William Swainson.

## Verspreiding en leefgebied
Deze soort komt voor in oostelijk Afrika, met name van noordoostelijk Soedan tot Ethiopië, noordelijk Somalië en noordelijk centraal Kenia.